# 科洛德卡
49°52′52″N 23°11′16″E / 49.88111°N 23.18778°E
科洛德卡（烏克蘭語：Колодка），是烏克蘭西部的村莊，隸屬利維夫州的亞沃里夫區。該村始建於1947年，面積0.092平方公里，海拔高度232米，2001年人口11，人口密度每平方公里119.57人。